# Frédéric Etsou-Nzabi-Bamungwabi

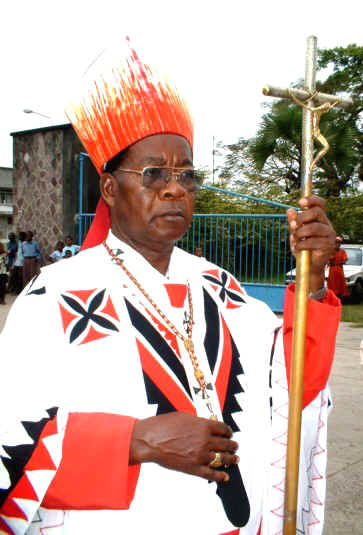
Frédéric Kardinal Etsou

Frédéric Kardinal Etsou-Nzabi-Bamungwabi CICM (* 3. Dezember 1930 in Mazalonga, Demokratische Republik Kongo; † 6. Januar 2007 in Löwen, Belgien) war ein kongolesischer Geistlicher und Erzbischof von Kinshasa sowie Kardinal der römisch-katholischen Kirche.

## Leben
Frédéric Etsou studierte am Priesterseminar und am Mindolo Ecumenical Centre in Kitwe (Sambia) Katholische Theologie und Philosophie. Während seiner Studienjahre trat er der Kongregation vom Unbefleckten Herzen Mariens bei. Am 13. Juli 1958 empfing er durch den Apostolischen Vikar von Lisala, François Van den Berghe CICM, das Sakrament der Priesterweihe und wurde anschließend als Gemeindeseelsorger in zwei Pfarreien Kinshasas eingesetzt. Danach entsandten ihn seine Ordensoberen zu weiterführenden Studien nach Paris und Brüssel, wo Frédéric Etsou-Nzabi-Bamungwabi im Fachbereich Soziologie promoviert wurde.
1968 wurde er in seinem Heimatbistum Dekan einer großen Pfarrei und stellvertretender Provinzial seines Ordens. 1976 empfing er die Bischofsweihe und wurde zum Titularerzbischof von Menefessi und Koadjutorerzbischof für das Erzbistum Mbandaka-Bikoro ernannt, das er dreizehn Jahre lang leitete, ehe ihn Papst Johannes Paul II. 1990 zum Erzbischof von Kinshasa ernannte.
Dem Kardinalskollegium gehörte Frédéric Etsou-Nzabi-Bamungwabi seit 28. Juni 1991 als Kardinalpriester mit der Titelkirche Santa Lucia a Piazza d’Armi an. Er war Mitglied des Päpstlichen Rates für die Kultur. Er nahm am Konklave 2005 teil, das Papst Benedikt XVI. wählte.
Er starb am 6. Januar 2007 im Universitätsklinikum Löwen an den Folgen von Diabetes.